# Tinatin Lekveišvili
Tinatin Šot'evna Lekveišvili (in russo Тинатин Шотьевна Леквеишвили?, in georgiano თინათინ ლეკვეიშვილი?, Tinatin Lek'veishvili; Tbilisi, 2 gennaio 1954) è un'ex nuotatrice sovietica, dal 1992 georgiana.

## Carriera
Fortemente specializzata nel dorso, si laureò una volta campionessa continentale sulla distanza dei 100 metri.

## Palmares

### Competizioni internazionali
- Europei

Barcellona 1970: oro nei 100m dorso, argento nella 4x100m misti e bronzo nei 200m dorso.